# Jack Clement
Jack Henderson Clement, ou Jack Clement (Memphis, 5 de abril de 1931 - Nashville, 8 de agosto de 2013), foi um cantor e compositor americano.
Estrela country, faz parte do Hall da Fama da música country. Também era produtor e apresentador de TV e foi Clement que descobriu os talentos de Jerry Lee Lewis.